# Lata Mangeshkar

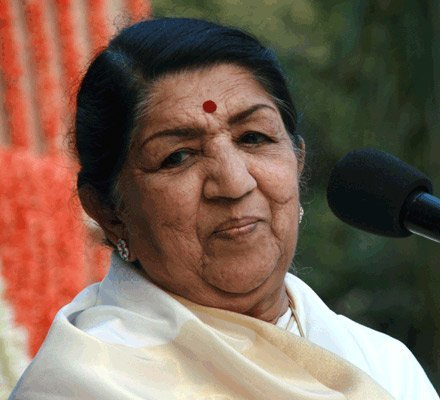
Lata Mangeshkar, 2008

Lata Mangeshkar (Indore, 28 september 1929 - Mumbai, 6 februari 2022) was een Indiase zangeres. 
In 1949 had ze haar eerste doorbaak met een lied in de film Mahal. Ze zong in diverse bollywoodfilms, waaronder Awaara (1951), Pakeezah (1972) en Dilwale Dulhania Le Jayenge (1995).  Ze zong in allerlei talen, maar voornamelijk in het  Hindi en Marathi. 
Lata Mangeshkar heeft in haar leven talloze titels opgenomen. In de jaren tachtig stond de teller al op 5.500 liedjes; elders is sprake van een record van meer dan 30.000 titels. Ze stond bekend als "de Nachtegaal van India". 
In 2001 kreeg ze als een van de weinigen een Bharat Ratna, de hoogste civiele onderscheiding van India. In 2007 verleende Frankrijk haar het Legioen van Eer.
In februari 2022 overleed Mangeshkar, 92 jaar oud, in het Breach Candy Hospital in Mumbai. Drie weken eerder was ze opgenomen met een COVID-19-infectie.
- Bibsys: 8046799
- Bibliothèque nationale de France: cb139215454 (data)
- CiNii: DA14409089
- Gemeinsame Normdatei: 119348632
- International Standard Name Identifier: 0000 0000 8095 5165
- Library of Congress Control Number: n89204009
- Nationale Bibliotheek van Letland: 000310938
- MusicBrainz: aeb71bd8-447d-4415-8ea1-2b7d664f67e1
- Nationale bibliotheek van Australië: 41120438
- Nederlandse Thesaurus van Auteursnamen: 105072931
- Réseau des bibliothèques de Suisse occidentale: 02-A022761935
- Système universitaire de documentation: 080879896
- Trove: 1452240
- Virtual International Authority File: 15578255
- WorldCat: E39PBJyrXrkF3QryKwqhyWtR8C